# Zosis peruana
Espèce
Synonymes
- Uloborus peruanus Keyserling, 1881
- Uloborus zenzesi Mello-Leitão, 1945

Zosis peruana est une espèce d'araignées aranéomorphes de la famille des Uloboridae.

## Distribution
Cette espèce se rencontre de la Colombie à l'Argentine.

## Description
La femelle holotype mesure 5,3 mm.
Le mâle décrit par Opell en 1981 mesure 3,4 mm et les femelles mesurent de 4,4 à 5,3 mm.

## Publication originale
- Keyserling, 1881 : Neue Spinnen aus Amerika. III. Verhandlungen der kaiserlich-königlichen zoologisch-botanischen Gesellschaft in Wien, vol. 31, p. 269-314 (texte intégral).